# Paolo Ravano
Paolo Nicolò Luigi Ravano (Quinto al Mare, 29 luglio 1888 – Genova, 6 marzo 1959) è stato un calciatore italiano, di ruolo centrocampista ed attaccante.

## Biografia
Ravano intraprese negli anni dieci gli studi di ingegneria meccanica presso il Politecnico di Torino. Partecipò alla grande guerra in qualità di ufficiale di complemento di artiglieria.

## Carriera
Esordì militando nella squadra riserve Genoa, a partire dal 1907. Nella Prima Categoria 1908 i rossoblu non parteciparono per protesta al campionato poiché la Federazione decise di riservare il massimo torneo italiano alle squadre senza stranieri. Il Genoa limitò quindi l'attività agonistica alle competizioni Challenge diffuse all'epoca come la Palla Dapples e la Coppa Goetzlof. Nella stagione seguente, rientrata la protesta, fu grazie ad una sua rete che il Genoa eliminò l'Andrea Doria durante le eliminatorie liguri. In quell'anno raggiunse con il suo sodalizio le semifinali liguri-piemontesi, venendo eliminato dalla Pro Vercelli.
L'annata seguente raggiunse con i rossoblu il quarto posto della classifica finale. In rossoblu disputò anche due partite di Palla Dapples.
Trasferitosi a Torino durante gli studi, passò alla Juventus con cui giocò dapprima nelle riserve e in seguito debuttò nella Prima Categoria 1911-1912, chiusa dai bianconeri all'ottavo posto. Scese in campo come attaccante nella vittoriosa trasferta per 4-0 dei torinesi contro l'Andrea Doria del 22 ottobre 1911.